# Diakon
Diakon est une localité et une commune rurale malienne, située dans le pays de la Soroma, chef-lieu d'arrondissement dans le cercle de Oussoubidiagna et la région de Kayes.

## Géographie
La localité de Diakon est située sur la route régionale RR 1 (axe Sélinkegny-Sandaré) à 282 m d'altitude.
La commune s'étend sur le plateau du Kaarta dans la région sahélienne de l'ouest du Mali au nord du cercle de Oussoubidiagna.  
| Tringa        | Sandaré | Lakamané   |
| Marintoumania | Diakon  | Sansankidé |
| Ségala        | Tomora  | Diallan    |

## Histoire
L'arrondissement de Diakon est créé le 5 mars 1965 par le groupement des cinq cantons de Diakon, Bendougou, Kandia, Kembélé, et Diédigui-Kassé.

## Villages
Village soniké, les Diaby (Gassama) et les Syllla sont les principaux chef de village.[Quoi ?][réf. nécessaire]
La commune s'étend sur 17 localités relevées lors du recensement général de 2009. 
Les villages les plus peuplés sont :
- Diakon (4 161 habitants) ;
- Trantimou (3 784 habitants) ;
- Sibindy (3 624 habitants).

La loi 2023-007 attribue à la commune rurale 17 villages  :
- Bendougou
- Diakon
- Djédigui-Kassé
- Doualé
- Koury
- Madina
- Sibindy
- Kourounidifing
- Kembé
- Djéguidi-Guidintan
- Kabida
- Kandia
- Kembélé
- Loumbama
- Sitakourou
- Trentimou
- Sangafé

## Infrastructures et services
- La Medersa de Diakoné
- L'école de Diakoné
- La Mosquée de Diakoné
- CSCOM de Diakoné
- Pont de Diakoné

## Lien
- Plan de sécurité alimentaire - Commune rurale de Diakon - 2007-2011, Reliefweb.